# 库尔德 (匈牙利)
库尔德，是匈牙利托尔瑙州所辖的一个村。总面积31.19平方公里，总人口1223，人口密度39.2人/平方公里（2011年1月1日）。